# Radikal 11
Das Radikal 11 mit der Bedeutung „hinein gehen, eintreten“ ist eines von 23 traditionellen Radikalen der chinesischen Schrift, die mit zwei Strichen geschrieben werden.
Mit 9 Zeichenverbindungen in Mathews’ Chinese-English Dictionary kommt es nur sehr selten im Wörterbuch vor.
Dieses Radikal ist nicht mit dem Radikal 9, 人 „Mensch“, zu verwechseln. Es zeigte ursprünglich einen Baum, der seine Wurzeln in der Erde ausbreitet.

## Schriftzeichenverbindungen, die vom Radikal 11 regiert werden
| Striche | Zeichen |
| ------- | ------- |
| +0      | 入      |
| +01     | 兦      |
| +02     | 內      |
| +03     | 㒰 㒱   |
| +04     | 㒲 全   |
| +05     | 㒳 㒴   |
| +06     | 兩      |
| +07     | 兪      |

 Im Unicodeblock Kangxi-Radikale ist das Radikal 11 unter der Codepointnummer 12.042 (U+2F0A) codiert.